# Argyrodes colubrinus
Argyrodes colubrinus, conocida como la araña látigo, es una araña común australiana perteneciente a la familia Theridiidae.  Se encuentra en Victoria, Nueva Gales del Sur y Queensland.
Es una pequeña araña delgada parecido a una ramita. A menudo se encuentra descansando en uno o dos hilos de seda. Se alimenta de arañas errantes, en su mayoría jóvenes (y algunos insectos).  La araña látigo espera por encima de las pocas hebras de seda de su trampa. Cuando una pequeña araña errante llega a la seda, la araña látigo desciende hasta su presa. La araña látigo utiliza el "pie peine" de su segmento final del último par de patas para envolver la comida en seda. Fácilmente se la ve en los jardines las noches de verano. 

## Descripción y hábitat
Larga y delgada, la longitud corporal de los machos es 13 milímetros (0,51 pulgadas) y de las hembras es de 22 mm (0,87 in). El color del cuerpo varía de crema, marrón o verdoso. Se encuentra a menudo en torno a un metro por encima del suelo.
Los sacos de huevos son de 4 por 3 mm (0,16 por 0,12 pulgadas) de tamaño, con un pequeño reborde en la base. El saco de huevos está suspendido de un hilo fuerte solo. 40 a 50 huevos amarillos-verdosos por saco, huevos de 0,7 mm de diámetro.